# Robert Malval
Robert Malval, né le 11 juin 1943 à Port-au-Prince, est un homme d'affaires et homme d'État, Premier ministre haïtien.

## Biographie
Robert Malval est né à Port-au-Prince le 11 juin 1943.
Il est nommé Premier ministre par le président Jean-Bertrand Aristide, et cette nomination est ratifiée par le parlement le 23 août 1993. Il est nommé Premier ministre par arrêté en date du 27 août 1993. Son installation eut lieu au local de l'ambassade d'Haïti à Washington D.C. aux États-Unis.
Il donne sa démission par lettre adressée au président de la République Jean-Bertrand Aristide en date du 16 novembre 1993.

## Sources
1. ↑  AstroResearch, « Salpetre - nitre », sur neuf.fr via Wikiwix (consulté le 13 octobre 2023).

- Notices d'autorité :   - VIAF
  - ISNI
  - IdRef
  - LCCN
  - GND
  - WorldCat